# Bulgaria în timpul Primului Război Mondial

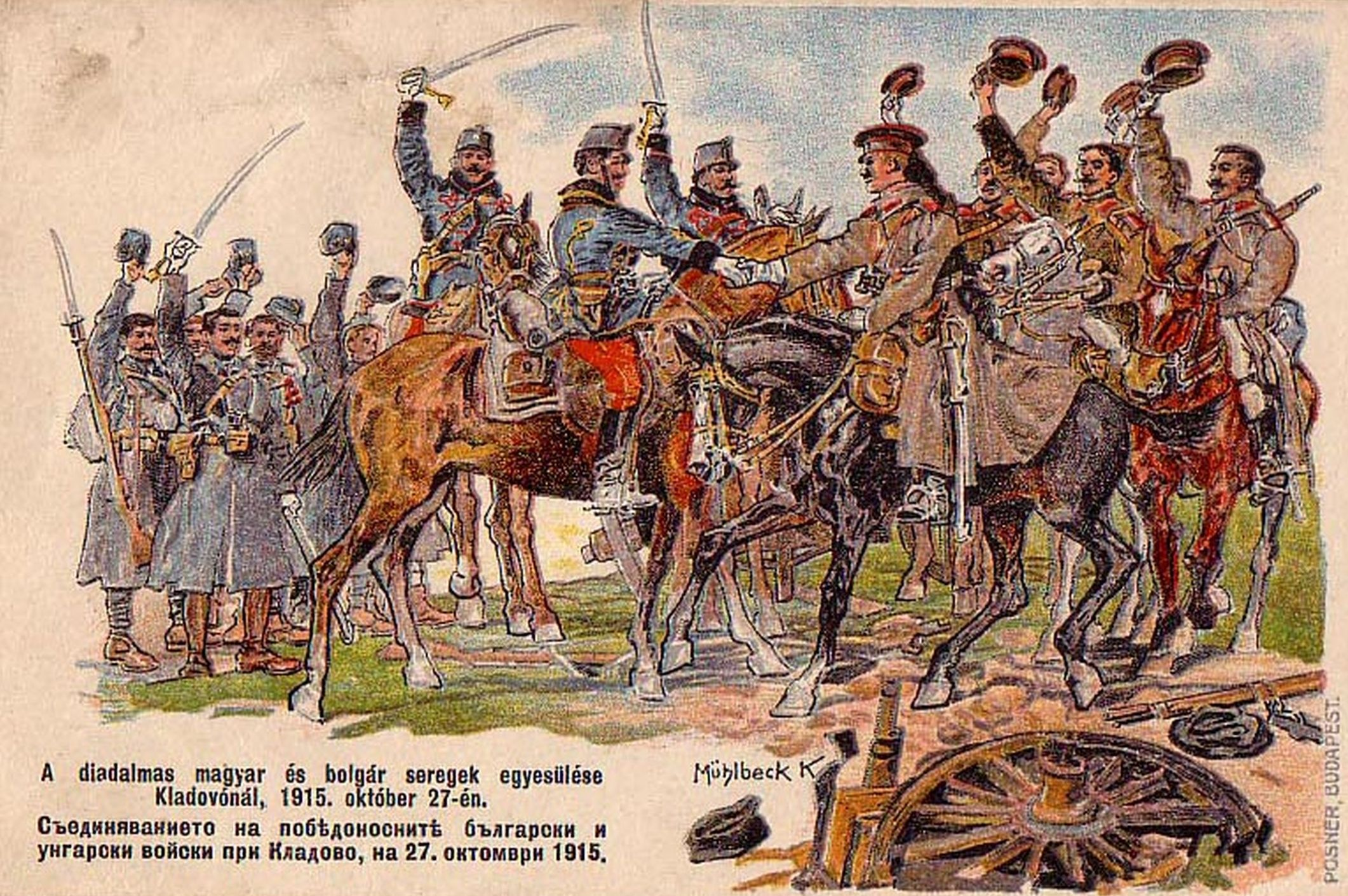
Propaganda de război. Soldaţi aliaţi bulgari şi maghiari

Regatul Bulgariei a participat la primul război mondial de partea Puterilor Centrale între 15 octombrie 1915 atunci când țara a declarat război Serbiei, până la 29 septembrie 1918, când a semnat Armistițiul de la Salonic.

## Implicare

Un steag de luptă bulgar

În urma războaielor balcanice, opinia publică bulgară s-a întors împotriva Rusiei și a puterilor occidentale, deoarece bulgarii au văzut că acestea nu au făcut nimic pentru a-i ajuta. Guvernul lui Vasil Radoslavov a semnat tratate de alianță cu Germania și cu Austro-Ungaria, chiar dacă acest lucru a însemnat că Bulgaria va deveni un aliat și al otomanilor, dușmanul tradițional al Bulgariei. Dar Bulgaria nu mai avea acum nicio pretenție împotriva otomanilor, în timp ce Serbia, Grecia și România (aliați cu Marea Britanie și Franța) erau în posesia unor ținuturi percepute în Bulgaria ca aparținând bulgarilor. Bulgaria, care era în refacere în urma războaiele balcanice, a stat deoparte în primul an al Primului Război Mondial, dar când Germania i-a promis că o să restabilească granițele trasate prin Tratatul de la San Stefano, Bulgaria, care avea cea mai mare armată din Balcani, a declarat război Serbiei în octombrie 1915. Ca urmare Marea Britanie, Franța și Italia au declarat război Bulgariei.

## Campania din Serbia
(en.)

## Campania din România

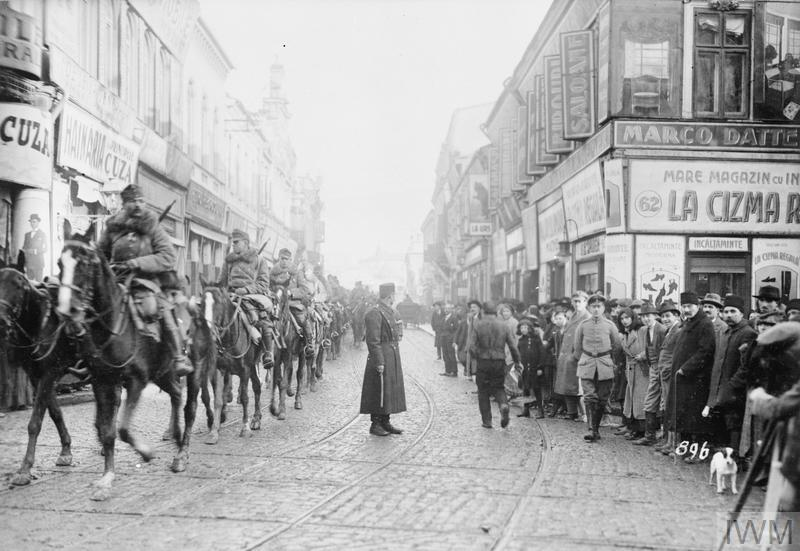
Trupe germane (aliate cu bulgarii) mărşăluind prin Bucureşti, 6 decembrie 1916

În august, România intră în război de partea Antantei. Aceast lucru a forțat pe bulgari să transfere forțe în nordul țării. Este formată Armata condusă de generalul Ștefan Toshev. La 1 septembrie, Bulgaria a declarat război României. Armata bulgară a intrat în Dobrogea și i-a învins pe români care erau sprijiniți de trupe ruse. La sfârșitul anului, datorită ordinelor primite din partea feldmareșalului August von Mackensen două divizii bulgare au forțat Dunărea și, împreună cu aliații săi ajung la București. Bulgarii ajung în curând în Delta Dunarii, unde au învins trupe ruso-române. Prin urmare toate Dobrogea ajunge sub ocupație bulgară. Dar în fața lor, în nord, se afla o linie de apărare puternică.

## 1917

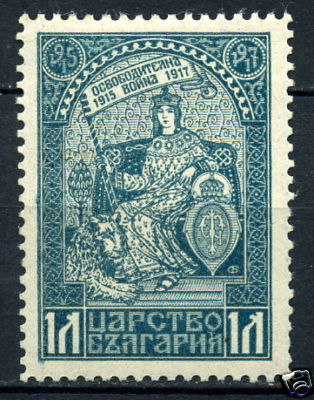
Timbru bulgar din timpul Primului Război Mondial

La începutul anului are loc o revoltă lângă râul Morava, provocată de informații militare sârbe împotriva guvernului bulgar, dar este suprimată repede. În Macedonia, nici o schimbare semnificativă nu are loc, deși bulgarii au pierdut orașul Bitola. Cu toate acestea, în nord au loc progrese cu România și Rusia. Se semnează cu Rusia bolșevică Tratatul de la Brest-Litovsk și apoi cu România Tratatul de la București (1918), dar numai Dobrogea de Sud revine Bulgariei. Dobrogea de Nord rămânând sub administrația Puterilor Centrale. Acest lucru provoacă nemulțumiri în rândul opiniei publice bulgare împotriva guvernului, care este acuzat că nu a apărat interesul național bulgar în cadrul negocierilor anterioare încheierii tratatului de pace cu România. Totuși, tratatul nu a fost niciodată ratificat de Parlamentul României sau promulgat de Regele României, iar după ce Puterile Centrale au fost învinse în noiembrie 1918, înțelegerile au fost anulate de guvernul Marghiloman.

## Consecințe

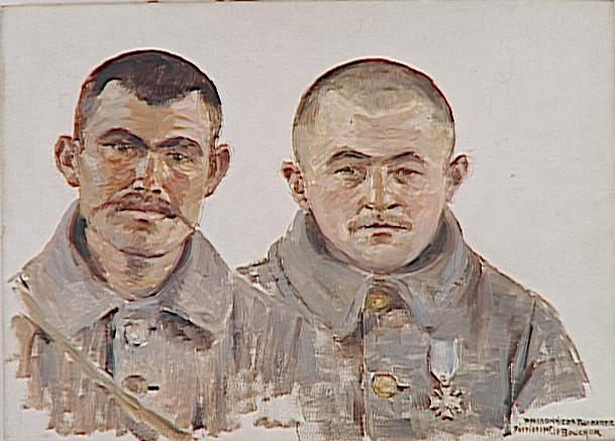
Doi prizonieri bulgari, februarie 1918

## Perioada interbelică
În septembrie 1918, armatele reunite sârbo-britanică-franco-elenă au spart frontul din Macedonia, iar țarul Ferdinand a fost nevoit să ceară pacea. Stamboliiski  dorea să facă o serie de reforme democratice, nu să permită declanșarea unei revoluții. Pentru a evita declanșarea revoluției, premierul a făcut presiuni asupra suveranului să abdice în favoarea moștenitorului tronului, Boris al III-lea. Revoluționarii au fost reprimați, iar armata a fost demobilizată. După semnarea tratatului de pace de la Neuilly (noiembrie 1919), Bulgaria a pierdut posesiunile de la Marea Egee în favoarea Greciei, aproape toată Macedonia în favoarea Iugoslaviei și a cedat toată Dobrogea României. Alegerile din martie 1920 i-au dat câștig de cauză agrarienilor, iar Stamboliiski  primul guvern cu adevărat democrat al țării.
Stamboliiski a trebuit să facă față uriașelor probleme sociale într-o țară preponderent agrară. Bulgaria trebuia să suporte uriașe reparații de război datorate Iugoslaviei și României și trebuia în plus să rezolve problema refugiaților din Macedonia. Stamboliiski a reușit să ducă la bun sfârșit un mare număr de reforme sociale, în ciuda opoziției țarului, marilor proprietari de pământuri și ofițerilor unei armate mult redusă numeric, dar încă foarte influente. Un inamic important al premierului era „Organizația Revoluționară Internă Macedoneană” (VMRO), care milita pentru recucerirea Macedoniei prin război. În fața atâtor inamici, Stamboliiski a căutat sprijjinul comuniștilor bulgari și a stabilit relații cu Uniunea Sovietică.
În martie 1923, Stamboliiski a semant un acord cu Iugoslavia prin care recunoștea noua frontieră comună și se angaja să lupte împotriva VMRO. Naționaliștii au organizat o lovitură de stat pe 9 iunie 1923, în timpul căreia Stamboliykski a fost asasinat. Cu sprijinul direct al țarului și a VMRO, la Sofia a fost adus la putere Alexandăr Țankov și cabinetul său de dreapta, care a declanșat teroarea albă împotriva agrarienilor și comuniștilor. Liderul comuniștilor bulgari, Gheorghi Dimitrov, a fugit în URSS. După o tentativă eșuată de asasinare a țarului, a urmat un mare val de represiuni în 1925. În 1926, țarul a convins Țankov să demisioneze împreună cu guvernul său, pentru a permite instalarea unui cabinet moderat sub președinția lui Andrei Liapcev. A fost proclamată o amnistie, dar Partidul Comunist a rămas în afara legii. Agrarienii s-au reorganizat și au câștigat alegerile din 1931 sub conducerea noului lider al partidului, Nicola Mușanov.
În momentul în care părea că a fost restabilită stabilitatea politică, au reapărut tensiuni economico-sociale datorită efectelor marii crize economice  mondiale. În mai 1934, o nouă lovitură de stat i-a îndepărtat pe agrarieni de la putere, conducerea țării fiind preluată de regimul autoritarist al luni Kimon Gheorghiev, care se bucura de sprijinul țarului.în 1935, țarul Boris a preluat puterea în stat, folosindu-se de premierii-paravan Gheorghi Kioseivanov] (1935-1940) și Bogdan Filov (1940-1943). Regimul țarului a interzis toate partidele de opoziția și a aliat țara cu Germania Nazistă și Italia Fascistă. Deși Bulgaria a semnat alături de Iugosalavia și Grecia Pactul balcanic din 1938, problemele teritoriale au continuat să mocnească.

## În literatură
Scrierea Крадецът на праскови (Kradetzat na praskovi)  (Hoțul de Piersici) descrie povestea de dragoste dintre soția bulgară a unui colonel și un prizonier de război sârb. Primul război mondial este atât de bine prezentat în această poveste de către regretatul Emilian Stanev, unul dintre cei mai mari scriitori bulgari. În 1964 s-a realizat un film cu același nume.